# Leonardo Botallo

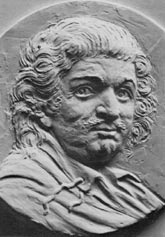
Botallo

Leonardo Botallo (* 1519 in Asti; † um 1588 in der Region Centre-Val de Loire: Chenonceaux oder Blois) war ein italienischer Chirurg.

## Leben

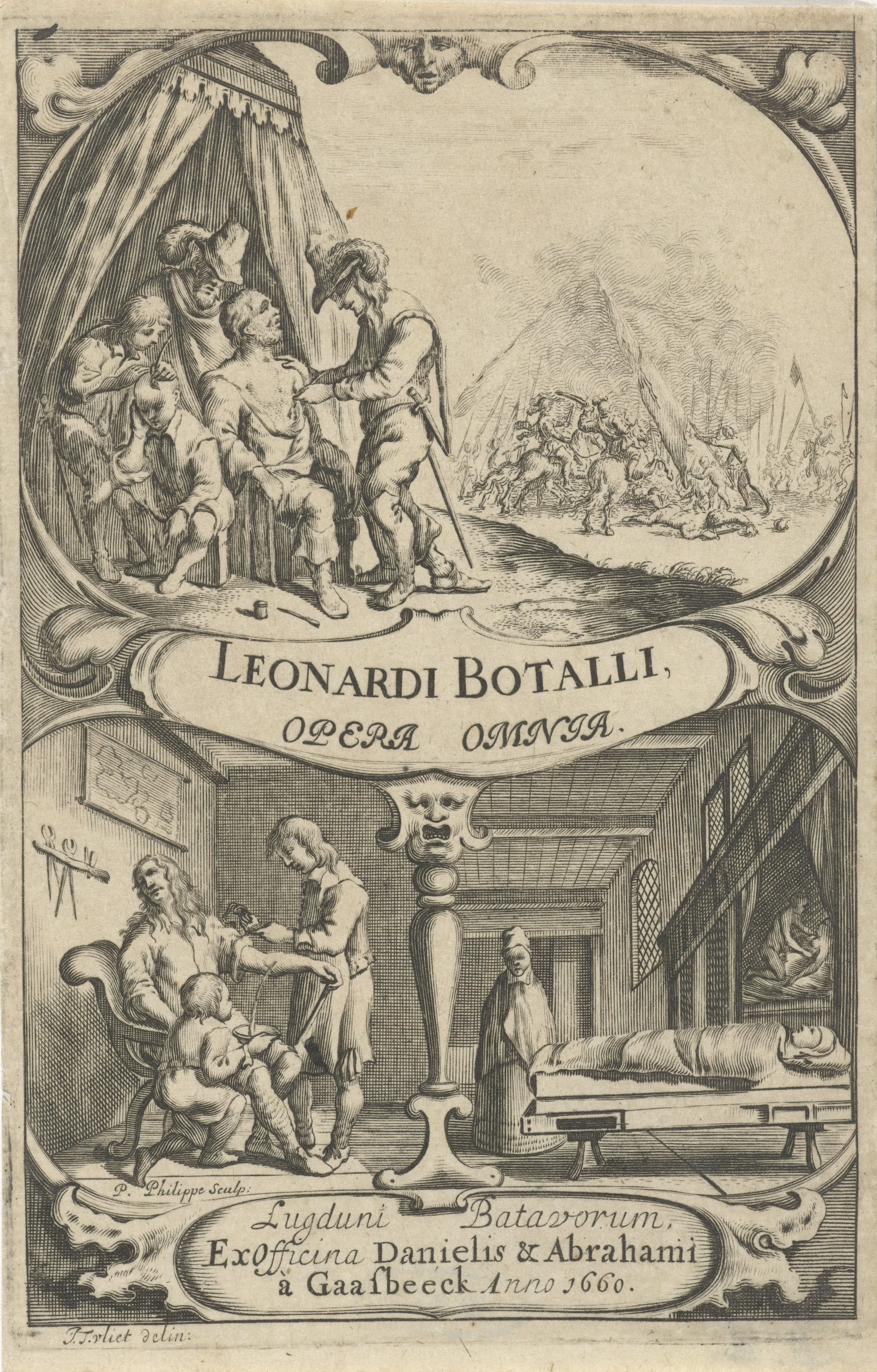
Leonardo Botallo, Opera omnia medica & chirurgica. Leiden: Daniel und Abraham van Gaasbeeck, 1660.

Botallo wurde nach seinem Medizinstudium 1543 in Pavia promoviert. Danach bildete er sich bei Gabriele Fallopio in Padua weiter. Als unter anderem Schusswunden versorgender und bei chronischen Leiden Aderlässe durchführender Chirurg war Botallo am Königshof in Paris tätig.
Botallo beschrieb, wie schon 1564 Vesal, den Ductus venosus.
Nach Botallo ist der bereits von Galenos entdeckte Ductus arteriosus als Botalli-Gang sowie das Botalli-Foramen oder Botalli-Loch benannt, welche er in seinen 1660 in Leiden herausgegebenen Opera omnia medica et chirurgic beschrieben hatte.

## Schriften
- De curandis vulneribus sclopettorum. 1560.
- De catarrho commentarius. Paris 1564.